# Stichtingsmythes van Zwitserland

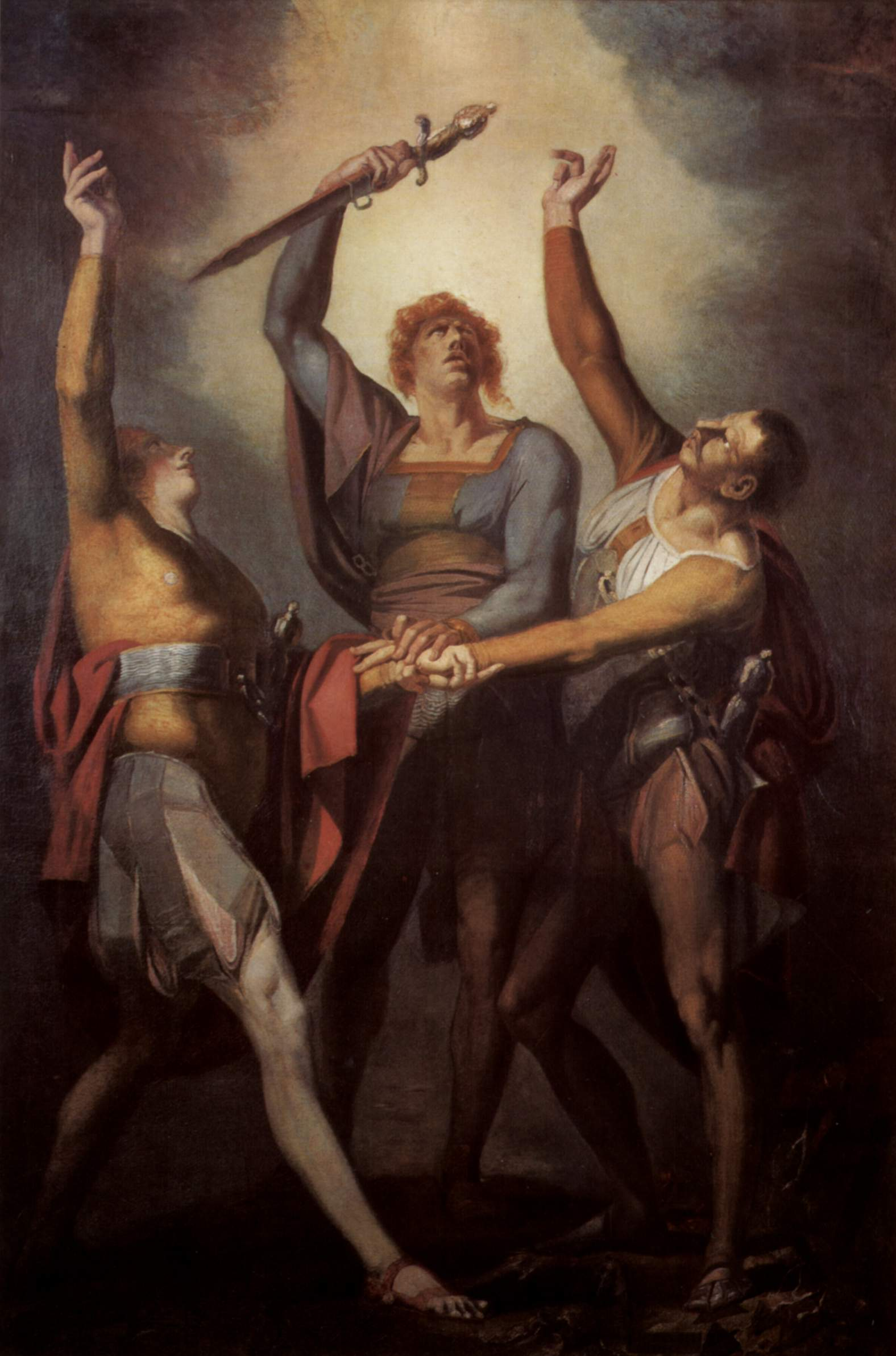
De Rütlischwur, schilderij van Johann Heinrich Füssli, 1780.

De stichtingsmythes van Zwitserland omvatten verschillende mythes over het ontstaan van het Oude Eedgenootschap, waaruit later het moderne Zwitserland zou ontstaan.
De meeste verhalen spelen zich af in het begin van de 14e eeuw, zoals de Rütlischwur, het verhaal van Willem Tell, de vernieling van kastelen en het verhaal van Arnold von Winkelried. De verhalen zijn aanvankelijk bewaard gebleven door mondelinge overlevering en werden vanaf de 15e eeuw genoteerd in geïllustreerde manuscripten, bijvoorbeeld in het Witte Boek van Sarnen.
De echtheid van de verhalen werd in 1760 in twijfel getrokken na publicatie van de Bondsbrief van 1291 en door de ontdekking van de meer noordelijke afkomst van Willem Tell. Vandaar ook dat, in de tweede helft van de 19e eeuw, de nadruk vooral werd gelegd op de idealen van deze verschillende stichtingsmythes om de vaderlandsliefde en de banden tussen de kantons van Zwitserland te versterken, kantons die sinds 1848 een federale Bondsstaat vormden.
In de 20e eeuw werden de mythes opnieuw in twijfel getrokken, onder meer in werken van Max Frisch en Friedrich Dürrenmatt, maar het was wachten tot de publicatie van het werk Nouvelle Histoire de la Suisse et des Suisses in 1982 vooraleer het historisch onderzoek naar de mythes bekend werd voor het grote publiek.

## Verhalen

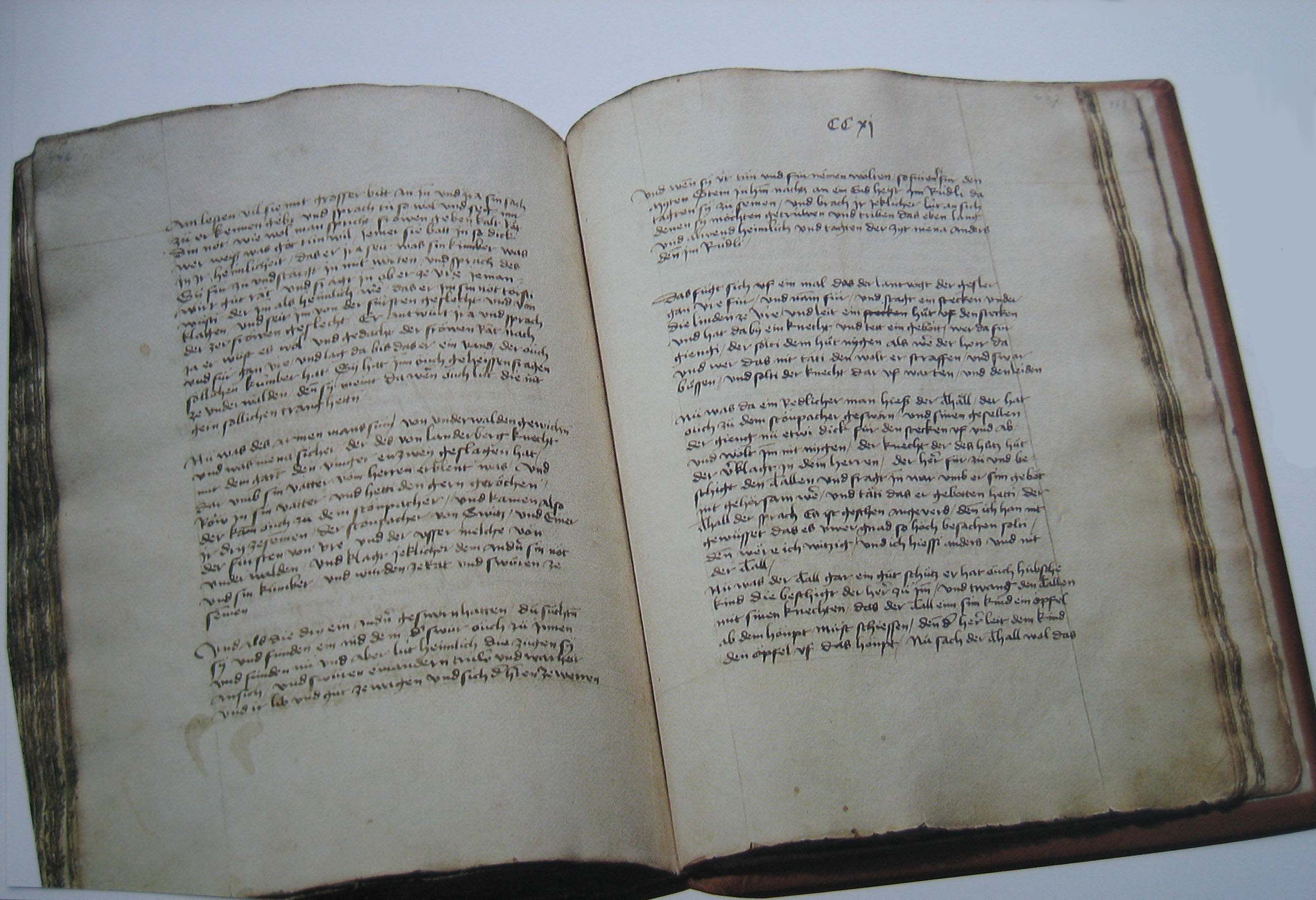
Het Witte Boek van Sarnen.

Verschillende manuscripten vermelden sinds de 15e eeuw verhalen verbonden aan de stichting van de Zwitserse Confederatie, opgesteld op basis van mondelinge overlevering, waarvan er later zullen uitgroeien tot legendarische verhalen. Ze vermengen lokale tradities met verscheidene historische aspecten.
Deze verhalen hebben een rol gespeeld in de vorming van een nationaal gedachtegoed in Zwitserland, als stichtingsmythes met sterke en alomtegenwoordige beelden. Het politiek gebruik van de stichtingsmythes is in de loop van de tijd geëvolueerd.
Aanvankelijk vormden de verhalen een antwoord op de noodzaak om het samenhorigheidsgevoel te versterken op het moment waarop het voortbestaan van de Confederatie bedreigd werd door interne twisten en door het ter discussie stellen van de legitimiteit van de Confederatie. Tegenover het verwijt dat ze hun onafhankelijkheid verworven hadden door de gevestigde christelijke orde en de adel omver te werpen, stelden de Geconfedereerden dat hun voorouders, als gelovige en eerlijke landbouwers, zich legitiem verdedigd hebben tegen het despotisme en de adel, en in het bijzonder tegen de tirannie van de Habsburgse landvoogden, die niet langer hun bestuurstaken opnamen, zoals de bescherming van de burgers en het handhaven van de vrede.
Voorbeelden van manuscripten zijn:
- het Bernse manuscript, een tekst van Konrad Justinger uit 1420, met onder andere passages over de absolute en willekeurige machtsuitoefening door de Habsburgse landvoogden op de bevolking van het kanton Waldstätten;
- het Witte Boek van Sarnen uit 1470[1], de oudste bron over het verhaal van Willem Tell, de revolte van de Woudkantons, de vernietiging van verschillende kastelen en de Rütlischwur.
- het manuscript van Petermann Etterlin, gedrukt in 1507 in Bazel, bevat de oudste afbeelding van het verhaal van Willem Tell, en meer bepaald van de scene met de appel. Tevens maakt het manuscript melding van twee varianten van het verhaal van Willem Tell: enerzijds een variant waarin Tell verdrinkt, anderzijds een variant waarin Tell de baljuw (Reichsvogt) Hermann Gessler vermoordt in de holle weg van Küssnacht am Rigi. Vooral dit manuscript leidde tot een wijde verspreiding van de stichtingsmythes.
- het Chronicon Helveticum,[2] het manuscript van Aegidius Tschudi uit 1550 dat een precieze weergave biedt van de Rütlischwur en de vernietiging van de kastelen, en maakt tevens expliciet melding van de holle weg van Küssnacht am Rigi, waar Willem Tell landvoogd Hermann Gessler zou hebben gedood.

## Overzicht van de stichtingsmythes

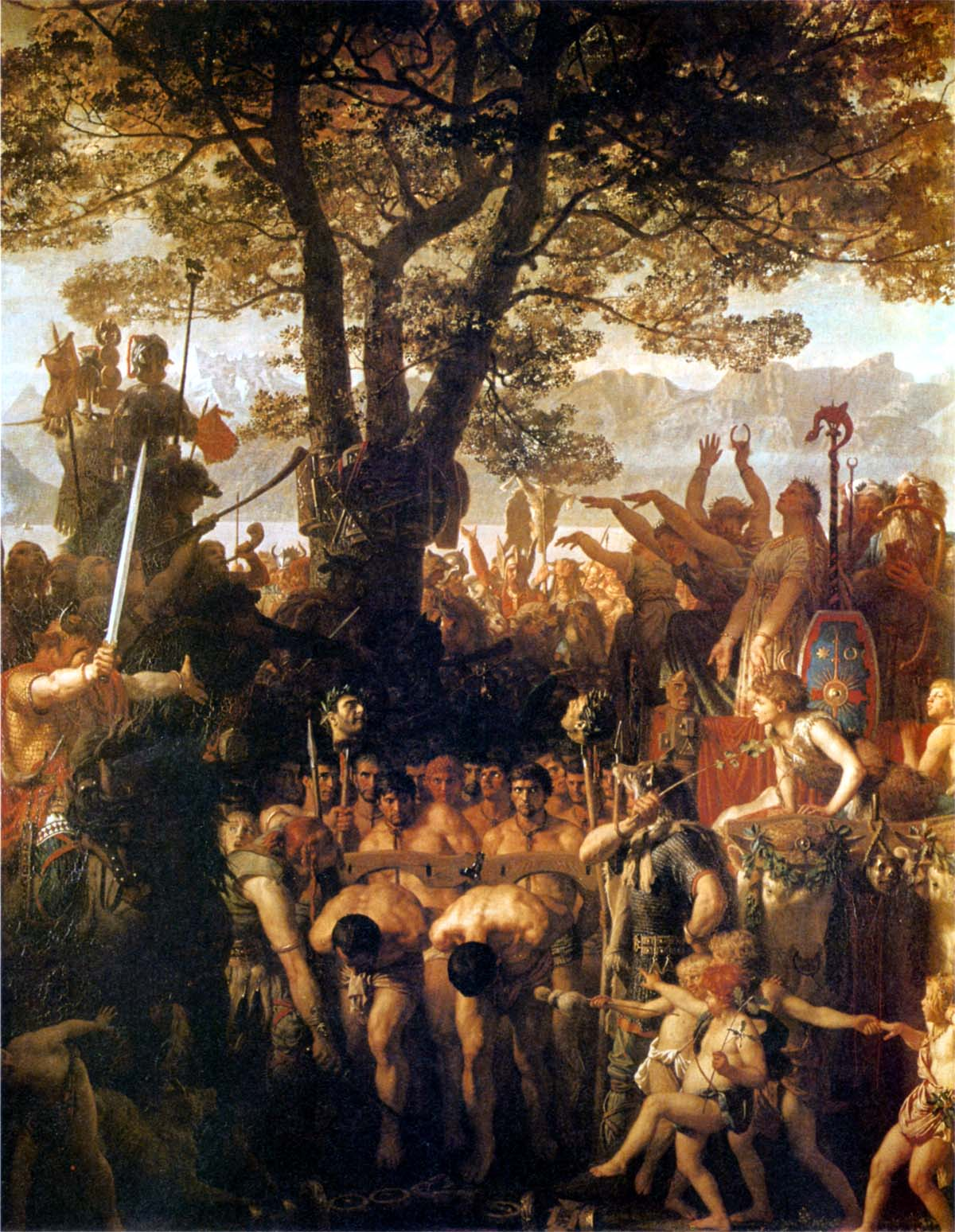
"Les Romains passant sous le joug", schilderij van Charles Gleyre, 1858.

### De Romeinen onder het juk
Deze mythe gedenkt de overwinning van Divico en de Helvetii op de Romeinen tijdens de Slag van Agen in 107 v.C. Na deze overwinning van de Helvetii liet Divico de Romeinen geboeid onder een juk lopen om hun nederlaag te symboliseren.
De nederlaag bleef nog lang nazinderen bij de Romeinen. Tijdens de Gallische Oorlog zou Julius Caesar deze nederlaag op de Helvetii wreken en hen verslaan. Het verhaal van het juk is echter niet bewezen.
Deze mythe is gepopulariseerd in de 19e eeuw en dit in tegenstelling tot bijvoorbeeld de volksverhuizing van de Helvetii ten gevolge van hun nederlaag op het Romeinse leger van Caesar tijdens de Gallische Oorlog.

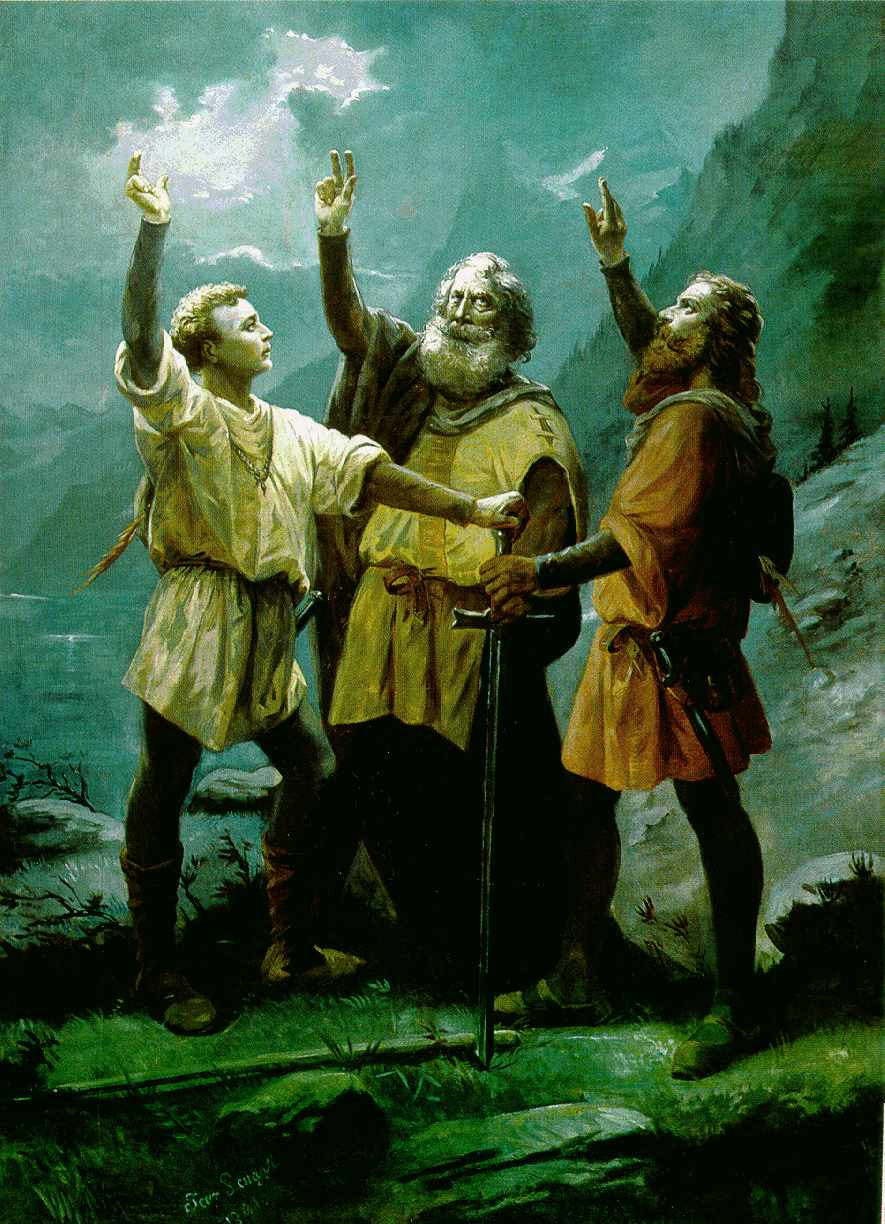
De Rütlischwur, schilderij van Jean Renggli, 1891.

### Rütlischwur
De Rütlischwur, die vermoedelijk plaatsvond op 1 augustus 1291 is een mythe die de eenheid in verscheidenheid toont in de strijd tegen de Habsburgse overheersing.
Volgens de legende verzamelden zich op de bergweide van de Rütli, op de oevers van het Vierwoudstedenmeer een groep notabelen uit de kantons Uri, Schwyz en Unterwalden. In het bijzonder legden Arnold von Melchtal (Unterwalden), Walter Fürst (Uri) en Werner Stauffacher (Schwyz) een eed van verbondenheid af namens hun kantons.
Dit akkoord tussen wat men noemt de drie oerkantons wordt in de publieke beeldvorming beschouwd als de stichting van het Zwitserse Eedgenootschap, de Confederatie die zou uitgroeien tot het moderne Zwitserland. De Rütlischwur mag niet worden verward met de Bondsbrief van 1291 tussen dezelfde kantons.

### Willem Tell

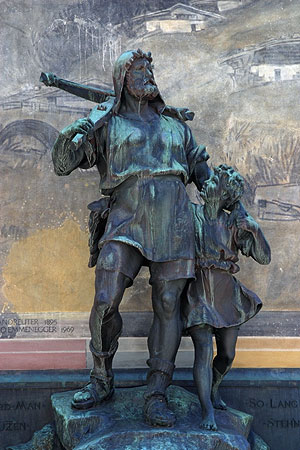
Standbeeld van Willem Tell in Altdorf naar Richard Kissling, 1895.

Willem Tell (Duits: Wilhelm Tell; Italiaans: Guglielmo Tell; Frans: Guillaume Tell) is een legendarische Zwitserse held die sinds de 17e eeuw geldt als een verpersoonlijking van moed. Deze legende staat vooral symbool voor het onafhankelijkheidsideaal van de Confederatie tegenover het Heilig Roomse Rijk. In de 19e eeuw werd het verhaal van Willem Tell een symbool van de Zwitserse nationale identiteit.
Willem Tell zou geleefd hebben in het kanton Uri in het begin van de 14e eeuw en rebelleerde tegen Hermann Gessler, de Habsburgse baljuw. Als straf diende hij met een boog en pijl te schieten door een appel boven het hoofd van zijn eigen zoon. Willem Tell slaagde erin de appel te raken en zijn zoon bleef ongedeerd.
Willem Tell had tevens een tweede pijl, waarvan hij zei dat hij hem had afgevuurd op Gessler indien hij met de eerste pijl zijn zoon zou raken. Deze opmerking zorgde ervoor dat Willem werd gearresteerd, waarop die zwoer zich te zullen wreken. Hij werd overgebracht over het Vierwoudstedenmeer, vermoedelijk naar Luzern. Tijdens de oversteek van het meer kwam een storm opzetten, waarop men terugkeerde naar de oever. Bij het aanmeren in de vallei Tellsplatte, nabij Sisikon, sprong Willem Tell uit de boot en duwde deze af, het meer in, waarna hij op de vlucht sloeg. Vervolgens zou hij Gessler alsnog met pijl en boog doden in de holle weg van Küssnacht am Rigi, tussen Küssnacht am Rigi en Immensee.
Dit heroïsch verhaal vindt zijn oorsprong in de opstand van de Zwitsers tegen de aartshertogen van Oostenrijk, wat leidde tot de vereniging van de Zwitsere kantons en tot hun uiteindelijke onafhankelijkheid.

### De vernietiging van de kastelen
Vanaf 1300 lieten de Habsburgers hun eigendommen in Waldstätten beheren door buitenlandse baljuws, wat leidde tot weerstand onder de lokale bevolking in de valleien.
Volgens het Witte Boek van Sarnen werden verschillende door de Habsburgers gebouwde kastelen rond 1314 vernietigd door de lokale bevolking als blijk van weerstand tegen de baljuws. Het Witte Boek van Sarnen vertelt eveneens over Werner Stauffacher, een van de drie personages van de Rütlischwur, die uitgroeide tot de leider van een anti-Habsburgse beweging, die tevens rebelleerde tegen de adel van Waldstätten, die de Habsburgers genegen was. Bovendien vermeldt het Witte Boek van Sarnen dat de kastelen van Zwing-Uri, Schwanau, Landenberg en Rotzberg waren die werden vernietigd.
Historisch onderzoek dat plaatsvond in Schwanau, kon niet doen achterhalen wanneer het kasteel gebouwd is. Echter lijkt het dat het kasteel van Zwing-Uri, vanwege zijn bouwstijl ouder is, waarschijnlijk dateert uit de 13e eeuw en dus niet gebouwd is door de Habsburgers.

### Arnold von Winkelried

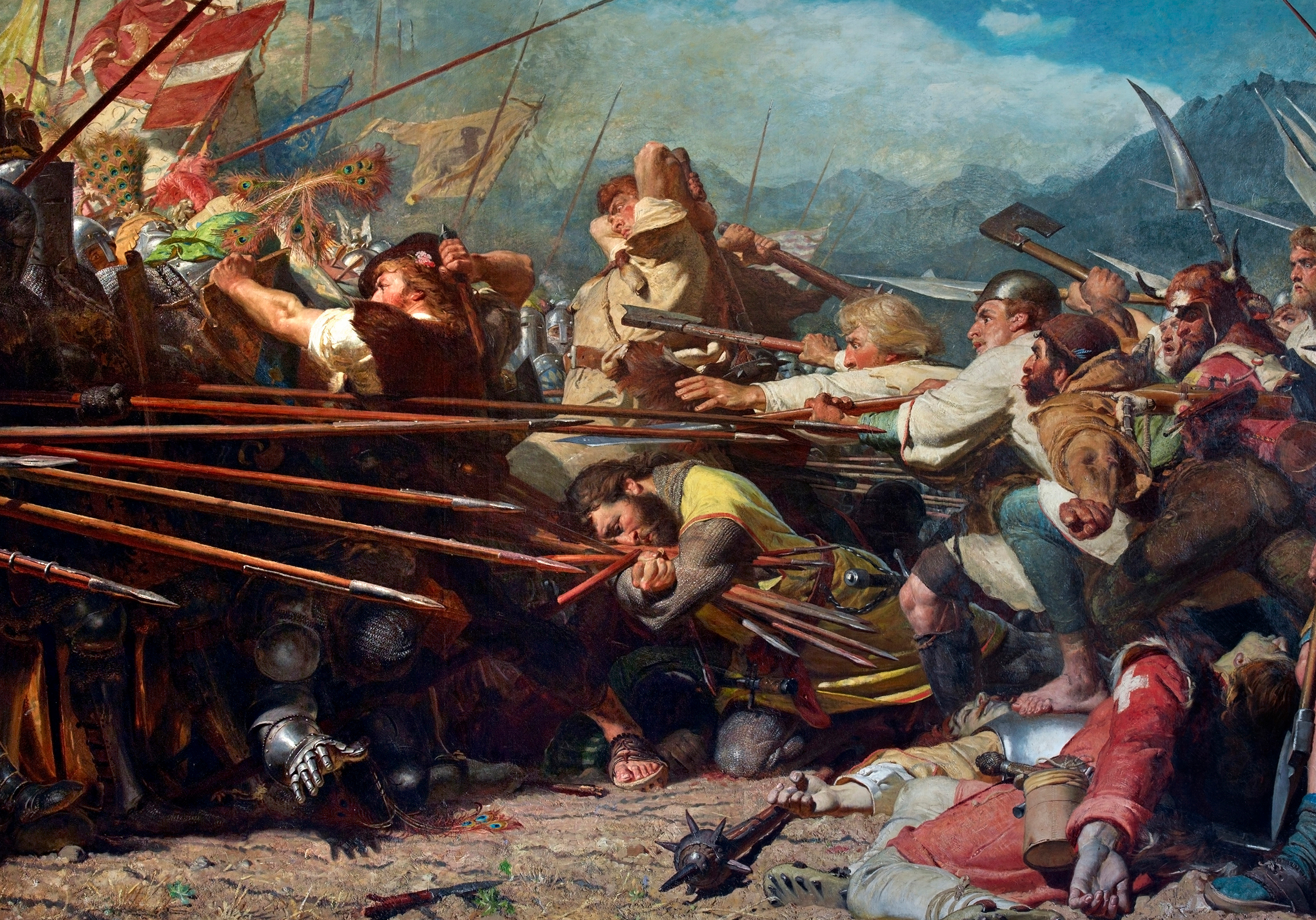
Arnold von Winkelried tijdens de Slag bij Sempach in 1386.

Arnold von Winkelried was een legendarische held uit de geschiedenis van Zwitserland die de Geconfedereerden toeliet om in de Slag bij Sempach de overwinning te behalen tegen de troepen van hertog Leopold III van Oostenrijk Op 9 juli 1286. Hij zou zich voor de pieken van de Habsburgse soldaten geworpen hebben, om zo, ten koste van zijn eigen leven, een opening te forceren in de linies. Net voor hij zich voor de pieken wierp, riep hij zijn vrienden toe te zorgen voor zijn vrouw en kinderen.
Sinds 1860 twijfelen historici aan de echtheid van het bestaan van Arnold von Winkelried.

### De melksoep van Kappel

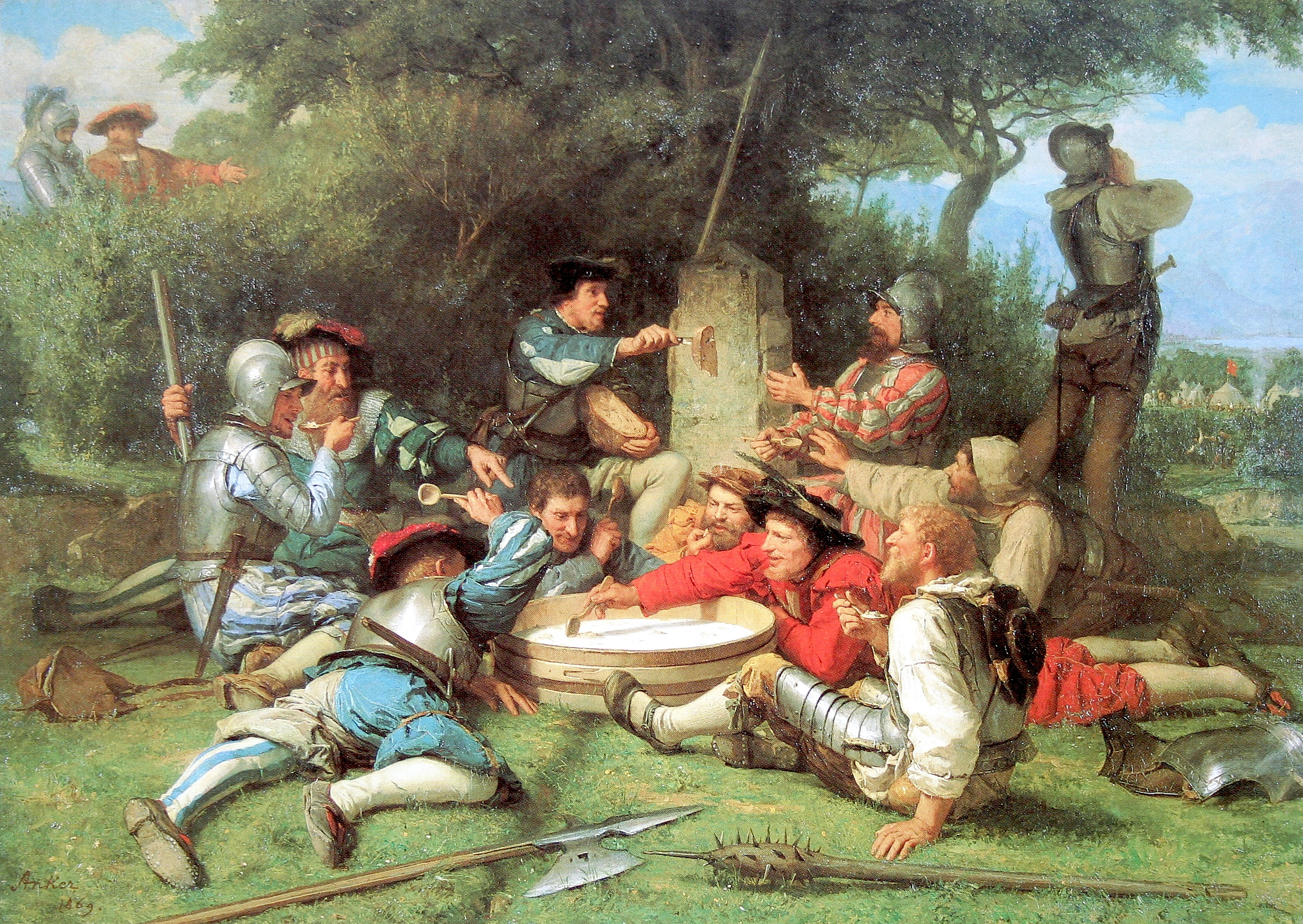
La soupe au lait de Kappel, schilderij van Albert Anker, 1869.

Het verhaal van de melksoep van Kappel is een Zwitserse legende die symbool staat voor de neutraliteit van Zwitserland. Ze zou zich hebben afgespeeld op 8 juni 1529, nabij Kappel am Albis, tijdens de Eerste Kappeleroorlog, een godsdienstoorlog tussen katholieken en protestanten. Terwijl er vredesonderhandelingen aan de gang waren, zouden soldaten van beide legers hebben verbroederd op de grens tussen het protestantse kanton Zürich en vijf katholieke kantons. Daarbij aten ze brood en melksoep.

## Verfilmingen
De stichtingsmythes van Zwitserland werden in 1924 verfilmd in de film Die Entstehung der Eidgenossenschaft.